# Dal tramonto all'alba 3 - La figlia del boia
Dal tramonto all'alba 3 - La figlia del boia (From Dusk Till Dawn 3: The Hangman's Daughter) è un film horror/splatter del 2000 di P.J. Pesce, con Michael Parks e Danny Trejo.
Il film è il prequel di Dal tramonto all'alba.

## Trama
Messico, primi anni del '900, Johnny Madrid un pericoloso fuorilegge che sta per essere ucciso si salva a seguito di un attentato e fuggendo si porta via Esmeralda, la figlia del boia Maurizio che prima il padre aveva frustato poiché gli aveva disobbedito.
Nella fuga, il pistolero, la figlia del boia e Catherine Reece, una fuorilegge ammiratrice del condannato, assaltano una diligenza dove viaggiava proprio il famoso scrittore Horror Ambrose Bierce con altri passeggeri.
Nel caos sia il terzetto in fuga, sia lo scrittore e gli altri ospiti della diligenza trovano riparo in una locanda, dove al calar della sera li attaccano i vampiri. Gli umani dovranno proteggere se stessi dalla morte ma soprattutto Esmeralda portatrice di un grande segreto.

## Citazioni
- Dopo che Johnny Madrid è riuscito a scappare e riunirsi al resto della sua banda, rende omaggio a Robert De Niro ed a Taxi Driver, ripetendo la celebre frase «stai parlando con me?», e giocando con le pistole.
- Come nel primo film, nella scena finale le telecamere inquadrano il retro della locanda e, al posto del cimitero delle auto, ci sono delle carovane, anche se poche in confronto al primo.
- La scena in cui Madrid impicca Reece nel cimitero, facendole appoggiare i piedi in cima ad una croce, è un chiaro riferimento alla scena finale di Il buono, il brutto, il cattivo.

## Saga
Il film appartiene alla saga di Dal tramonto all'alba composto da:
- Dal tramonto all'alba (1996)
- Dal tramonto all'alba 2 - Texas, sangue e denaro (1999)
- Dal tramonto all'alba 3 - La figlia del boia (2000)

## Edizioni home video
Il 25 febbraio 2005 è uscita l'edizione italiana in DVD del film, con audio Dolby Digital 5.1 disponibile in lingua italiana ed inglese. Il film è vietato ai minori di 14 anni.